# Riacho Mangabeira
Riacho Mangabeira är ett vattendrag i Brasilien.   Det ligger i delstaten Maranhão, i den östra delen av landet, 1 100 km norr om huvudstaden Brasília.
Omgivningarna runt Riacho Mangabeira är huvudsakligen savann. Trakten runt Riacho Mangabeira är nära nog obefolkad, med mindre än två invånare per kvadratkilometer.